# 小松清香
小松 清香（こまつ きよたか）は、江戸時代中期の薩摩藩士。家格一所持。吉利郷私領主の小松家当主で、禰寝（根占）の名字を改めて小松氏を称した最初の人物であり、中世禰寝氏の顕彰にも努めた。

## 生涯
正徳4年（1714年）、島津久春（島津久明の長男、後に久純に改名）の次男として誕生。母は畠山氏。幼名は吉次。
享保9年（1724年）、元服する。父・久春の外祖父が禰寝清雄であったことから、享保20年（1735年）に5代藩主・島津継豊の命で禰寝清方の家督を相続する。延享元年（1744年）、前藩主・島津吉貴の八男の安之助（母は近藤嘉包の娘）を養子とする。
宝暦6年（1756年）、若年寄となる。同年、養子安之助が今和泉島津家の家督を継ぐことになり（島津忠温）、養子縁組を解消し、改めて実弟の島津仙十郎（清行）を養子とする。宝暦11年（1761年）、8代藩主・島津重豪に小松氏に復することを許される。明和4年（1767年）、帯刀と改名する。明和6年（1769年）、国老職となる。安永2年（1774年）、8代藩主・島津重豪の供をして江戸城に登城し、10代将軍・徳川家治と世子家基に拝謁する。同年、藩主世子・虎寿丸（島津斉宣）誕生の際に蟇目役を務める。安永4年（1776年）、職禄1000石を賜る。天明元年（1781年）、長年の国老職の精勤を称されて100石を賜る。隠居して家督を養子・清行（清宗）に譲る。
天明6年（1786年）10月28日死去。享年73。

## 系譜
- 父：島津大蔵久春
- 母：畠山氏
- 養父：禰寝清方（1714-1734）
- 室：不詳
- 養子
  - 男子：安之助（1744-1778） - のち島津忠温。島津吉貴の八男
  - 男子：小松清宗（1743-1806） - 島津久春の三男
  - 女子：肝付兼満正室